# Lijst van meiers en hoogschouten van 's-Hertogenbosch
Dit is een lijst van personen die tijdens het ancien régime de functie van meier of hoogschout uitgeoefend hebben voor de Meierij van 's-Hertogenbosch. Aanvankelijk heette deze functionaris meier. Na de overname van het bestuur van de Meierij door de Staten-Generaal werd hij hoogschout genoemd. Het betrof adellijke personen die vaak ook nog bestuurder waren van een heerlijkheid.  
1. Hendrik 1196
2. Bernard 1231 - 1234
3. Hendrik van Herentals 1235 - 1246
4. Wouter Bos 1248
5. Hendrik 1249
6. Wellinus 1253 - 1254
7. Wouter Knode 1258
8. Arnoud van Beek 1266 - 1276
9. Jan de Honte 1283
10. Gozewijn van Beek 1292
11. Laurens Volcart Woutersz. 1301
12. Wouter Toyart 1301
13. Arnoud Heym 1306
14. Jacob van Mierlaar 1308
15. Wouter Toyart 1311
16. Jan van den Plas 1311 - 1312
17. Hendrik II van Mierlo 1315
18. Jan van den Plas 1317
19. Rogier van Leefdael 1318
20. Jan van Bruheze 1321
21. Dirk de Rover 1325 - 1327
22. Wijnricus van Oyen 1329 - 1330
23. Jan II van Megen 1332
24. Peter Milart 1335 - 1336
25. Godfried van Deurne 1338 - 1339
26. Jan Dicbier 1354
27. Willem II van Megen
28. Wouter van Duffel
29. Gerlach de Rover 1356 - 1361
30. Gerard van der Elst 1361
31. Jan Bac 1361 - 1363
32. Willem Gastmolen 1363 - 1364
33. Jan Brien van Kraainem 1364 - 1372
34. Rijkhoud de Koek 1372 - 1380
35. Jan III van Megen 1381 - 1384
36. Paul van Haastrecht 1384 - 1387
37. Dirk de Rover 1387 - 1388
38. Hendrik van der Lek, heer van Heeswijk en Dinther 1388 - 1391
39. Reinier van der Elst 1391 - 1392
40. Jan III van Megen 1392 - 1398
41. Paul van Haastrecht 1398 - 1400
42. Gerard van Bergen 1400 - 1401
43. Roelof van Haastrecht 1401 - 1402
44. Floris Zegersz. van Kijfhoec 1402 - 1405
45. Jan van Grimbergen, heer van Asse 1405 - 1406
46. Jan van der Dussen 1406
47. Hendrik van Ranst 1406 - 1407
48. Jan, heer van Huldenberg 1407 - 1409
49. Gerard van der Aa 1409 - 1413
50. Jan van Groelst 1413 - 1414
51. Jan van der Dussen 1414 - 1416
52. Dirk van Merheim, heer van Boxtel 1416
53. Willem van Gent 1416 - 1417
54. Roelof van Haastrecht 1417 - 1418
55. Gijsbert van Vianen van Beverweerde 1418 - 1420
56. Gerlach van Gemert 1420 - 1421
57. Roelof van Haastrecht 1421
58. Hendrik Dicbier van Mierlo 1421 - 1422
59. Jan Dicbier van Mierlo 1422 - 1424
60. Jan de Swaaf 1424 - 1425
61. Filips van Geldrop 1425 - 1426
62. Roelof van Haastrecht 1426 - 1427
63. Filips van Geldrop 1427
64. Jan van der Dussen Aertssoon 1427 - 1430
65. Arnoud Stamelart van Uden 1430
66. Filips van Geldrop 1440 - 1434
67. Ywan de Mol, heer van Sint-Ulriks-Kapelle 1434 - 1436
68. Willem van Os 1436
69. Ywan de Mol, heer van Sint-Ulriks-Kapelle 1436 - 1471
70. Pieter van Vertaing, heer van Heeswijk-Dinther en Asten 1471 - 1479
71. Hendrik Dicbier 1479 - 1485
72. Hendrik van Ranst 1485 - 1496
73. Hendrik Dicbier 1496 - 1503
74. Jan III van Cortenbach, heer van Helmond 1503 - 1505
75. Maximiliaan van Zevenbergen 1505 - 1521
76. Everard van Deurne 1521 - 1524
77. Hendrik Dachverlies 1524 - 1527
78. Arnoud Heym (Aert Heym) 1507 - 1529
79. Jan van Kessel 1529 - 1532
80. Jan van Breugel 1532 - 1535
81. Jan van Brecht 1535 - 1558
82. Jacob van Brecht 1558 - 1559
83. Philip van Brecht 1599 - 1629
84. Willem van der Rijt 1629, de laatste meier
85. Hendrik van Bergaigne 1629 - 1666, de eerste hoogschout
86. Willem van Raesfelt tot Cortenberch 1666 - 1687
87. Alexander Schimmelpenninck van der Oyen, heer  van Engelenburg 1687 - 1694
88. Walraed van Hekeren, Heer van Netelhorst 1694 - 1701
89. Johan Rabo van Keppel 1701 - 1733
90. Reinhard Burchard Rutger, graaf van Rechteren, vrijheer van Gramsbergen 1733 - 1780
91. Willem van Lijnden, heer van Hemmen 1780 - 1787
92. Charles Bigot 1787 - 1794
93. Anthony van Hanswijk 1794

## Referentie
- Stadsarchief 's-Hertogenbosch